# Pavillons (littérature)
 (février 2023).
Pavillons, fondé par Myriam Comtois, Marie Lamarre et Annabelle Moreau, est une plateforme numérique qui propose « une littérature de l'à présent » en publiant des œuvres littéraires contemporaines québécoises inédites de tous genres et de tous horizons sous forme de feuilletons,,. Le projet s'inspire notamment de Substack, un modèle américain où les artistes peuvent être rémunérés à partir d'un système d'abonnements et de dons.

## Caractéristiques
Fondé par Myriam Comtois, Marie Lamarre et Annabelle Moreau, spécialisées dans le milieu du livre, Pavillons est une initiative littéraire inédite qui favorise la circulation d'œuvres littéraires québécoises contemporaines « dans un esprit d'indépendance et de libre création »,.    
Que ce soit sous la forme : de la fiction, de la poésie, du récit, de la critique, de la chronique, de l’illustration ou encore de la bande dessinée, Pavillons ouvre le champ des possibles en diffusant une grande variété de formes littéraires ainsi qu'en encourageant la création de projets littéraires individuels, en binôme ou en collectif. Ainsi, cette initiative « amène l’univers littéraire, un secteur culturel très peu technologique, dans une dimension avant-gardiste » tout en favorisant la création d'espaces de rencontres et de convergences entre les artistes et leurs lecteur·ices,.   
La plateforme diffuse de nombreuses publications par feuilleton. Cette formule « est en effet une manière judicieuse de fidéliser un lectorat tout en allongeant la durée de vie d’une œuvre, qui pourra donc prendre vie et s’articuler sur plusieurs mois, voire plusieurs années ». Sur la plateforme, on retrouve notamment des œuvres de Martine Delvaux, Mélissa Verreault, de Roseline Lambert, d'Antoine Lussier, de Christian Vézina, de Marie-Sissi Labrèche, de Catherine Voyer-Léger ainsi que de Patrick Senécal,,.  
Dans l'Itinéraire, Martine Delvaux mentionne, au sujet de Pavillons, : « Je tenais à encourager les femmes derrière cette initiative. Je trouvais courageux de créer un Netflix pour la littérature ».   

## Fonctionnement
Pavillons fonctionne par abonnement mensuel. En moyenne, celui-ci coûte entre 2$ et 4$. Les lecteur·trices peuvent ainsi découvrir le contenu des œuvres en exclusivité.« L'abonnement constitue une manière alternative de soutenir les arts, d’encourager le développement des idées et de donner vie à l’expérimentation ».        
L'objectif de ce mode de fonctionnement est de fidéliser le lectorat tout en soulignant l'importance de rémunérer avec justesse les artistes pour leur travail. Cela permet aux artistes de toucher jusqu'à 15% à 60% des revenus de leurs œuvres tout en conservant leurs droits d'auteur·trices. Ceux-ci bénéficient également d'un accompagnement éditorial et promotionnel de la part des trois cofondatrices ainsi que d'une grande liberté de création et d'expérimentation, une des valeurs centrales du projet,.        
Les artistes choisissent également le montant demandé pour accéder à leurs œuvres ainsi que la fréquence à laquelle ielles souhaitent les publier. À cet effet, dans un article du Devoir, Catherine Voyer-Léger mentionne : « J’aime le côté laboratoire de Pavillons, qui nous offre la possibilité d’être accompagnés dans la création et de laisser de côté l’aspect marketing tout en ayant un revenu assuré ». De plus, Martine Delvaux souligne : C’est toujours intéressant de multiplier les lieux d’accès à la littérature et, comme j’aime explorer de nouvelles formes d’écriture, ça représentait une forme de liberté pour moi.     

## Intérêts et retombées de la formule
Pavillons est « une nouvelle alternative dans le monde de l'édition québécoise » qui favorise l'accessibilité aux œuvres littéraires contemporaines tout en apportant « des solutions à la problématique de l’immédiateté en littérature »,. La plateforme participe à l'amélioration de la rémunération des artistes et de l'écosystème littéraire québécois tout en assurant le rayonnement et la viabilité des arts littéraires québécois. En créant des liens plus directs et une relation de proximité entre les artistes et leurs lectorats, Pavillons favorise la consolidation d'une « communauté vibrante » en littérature,.  